# East Farndon
East Farndon es un pueblo y una parroquia civil del distrito de Daventry, en el condado de Northamptonshire (Inglaterra).

## Demografía
Según el censo de 2001, East Farndon tenía 258 habitantes (129 varones y 129 mujeres). 56 (21,7%) de ellos eran menores de 16 años, 186 (72,1%) tenían entre 16 y 74, y 16 (6,2%) eran mayores de 74. La media de edad era de 40,38 años. De los 202 habitantes de 16 o más años, 36 (17,82%) estaban solteros, 133 (65,84%) casados, y 33 (16,34%) divorciados o viudos. 117 habitantes eran económicamente activos, 111 de ellos (94,87%) empleados y otros 6 (5,13%) desempleados. Había 104 hogares con residentes y ninguno sin ocupar.
| 279                         | 251 | 250 | 250 | 250 | 238 | - | - | 223 | 244 | 204 | 193 | 184 | 236 | - | 242 | 259 |
| (Fuente: Vision of Britain) |     |     |     |     |     |   |   |     |     |     |     |     |     |   |     |     |